# Elke Wehr
Elke Wehr (Bautzen, 1946 - Berlín 27 de junio de 2008), fue una traductora alemana.

## Trayectoria
Vivió muchos años en Madrid en la calle Marqués de Urquijo, y pasó temporadas en Polop, Alicante. En 2006 recibió el premio Paul Celan por su obra completa, que incluye títulos de Leopoldo Alas Clarín, Mario Vargas Llosa, Julio Cortázar, Augusto Roa Bastos, Octavio Paz, Roberto Arlt, Alfredo Bryce Echenique, Álvaro Cunqueiro, Jorge Semprún, Manuel Rivas, Fernando Vallejo, Jorge Luis Borges, Álvaro Pombo, Rafael Chirbes, Alejo Carpentier o Javier Marías.